# 蛇夫座V2126
蛇夫座V2126，又名BD+00 3832，HD 164258、SAO 123004、HR 6709，是蛇夫座的一颗恒星，视星等为6.37，位于銀經27.59，銀緯11.66，其B1900.0坐标为赤經17h 55m 9.6s，赤緯+0° 11.66′ 6″。